# Prienbach (Stubenberg)
Prienbach ist ein Gemeindeteil der Gemeinde Stubenberg im niederbayerischen Landkreis Rottal-Inn.

## Lage
Das Pfarrdorf Prienbach liegt am Prienbach vor dessen Einmündung in den Inn etwa zwei Kilometer südlich von Stubenberg. Direkt an der Bundesstraße 12, die südlich an Prienbach vorbeiführt, befindet sich der markante Gasthof zur Post.

## Geschichte
In einer Traditionsnotiz aus dem 8. Jahrhundert, die Auskunft über die Schenkungen der bayerischen Herzöge Hugbert und Tassilo und verschiedener Adeliger an das Hochstift Passau gibt, wird als Schenker auch ein Irminperht erwähnt, der ohne Bedingungen eine Manse ad Preonpah übergab. In den Urbaren des 13. Jahrhunderts taucht das Hochstift hier jedoch nicht mehr auf.
Der Ortsname kann auf keltisch Bregona (‚Brückenbach‘) oder Brigenna (‚Gebirg‘) zurückgehen. Die Bajuwaren setzten das Suffix -bach hinzu.
Hinsichtlich Wolfgang Baumgartner zu Stubenberg wurde 1560 angegeben, dass er auch die Hofmark Prienbach besitze. Als 1569 die Hofmark Stubenberg an die Höhenkirchner ging und 1650 wieder an die Baumgartner zurückfiel, betraf dies vermutlich auch Prienbach. 1824 wird Primbach als Teil der Gemeinde Stubenberg genannt, ebenso 1830 als Teil des Patrimonialgerichtes II. Klasse Stubenberg.
In kirchlicher Hinsicht war Prienbach ursprünglich Filiale der Pfarrei Kirchberg am Inn, wurde 1859 Expositur und 1898 zur Pfarrei erhoben.

## Sehenswürdigkeiten
- Die spätgotische Pfarrkirche St. Stephanus wurde Ende des 15. Jahrhunderts erbaut. Der spätromanische Unterbau des Kirchturms dürfte aus dem späten 13. Jahrhundert stammen. Auf diesem quadratischen Unterbau erhebt sich ein schlanker Oktogonaufsatz mit hoher Schindelhaube aus dem späten 18. Jahrhundert. Kanzel und Altäre entstanden etwa 1680, die Renaissance-Holzstatuen an der südlichen Seitenwand des Chors zwischen 1600 und 1650.

## Bildung und Erziehung
- Grundschule Prienbach in der Schulstraße 2 mit 66 Schülern und vier hauptamtlichen Lehrkräften (Stand: 2017/2018).[3]

## Vereine
- Eisschützen Prienbach
- Freiwillige Feuerwehr Prienbach, gegründet 1906
- Katholischer Frauenbund (KFB) Prienbach
- Wasserwacht Prienbach